# Estadio Anacleto Macías
El Estadio Anacleto Macías fue un estadio de fútbol mexicano inaugurado en la ciudad de Guadalajara, Jalisco en el año 1988. Adopta este nombre en homenaje a José Anacleto Macías Hernández «Tolán», futbolista, utilero y masajista del Club Deportivo Guadalajara, quien formó parte de la institución desde 1927 como jugador y desde 1931 hasta 1987 como elemento del cuerpo técnico.
El estadio se encontraba ubicado en el interior de la casa club del Guadalajara, entonces localizada en la calle Colomos 2339 en la colonia Providencia. Durante la mayor parte de su existencia y hasta su demolición en el año 2007, fue casa del Club Deportivo Tapatío, así como recinto temporal de otros equipos de fuerzas básicas de la institución rojiblanca como Chivas Rayadas. Las instalaciones de la cancha también fueron utilizadas por el primer equipo para realizar sus entrenamientos.
El estadio estuvo en servicio hasta el año 2007, cuando los trabajos de demolición iniciaron. El día viernes 29 de diciembre de 2006 cerca del mediodía, el césped de la cancha fue removido y enrollado para ser trasladado, finalmente se concluyó con el derrumbe de las gradas y los vestidores por la mañana del día lunes 15 de enero de 2007.